# Premiile Academiei Române pentru anul 2002
Premiile Academiei Române pentru anul 2002 au fost acordate în decembrie 2004, în Aula Academiei Române.
Sunt indicate obiectul acordării premiului, cel mai adesea o lucrare, autorul acesteia și țara de reședință a autorului. În cazul în care nu este indicată țara, autorul este din România.

## I. Filologie și Literatură

### Premiul „Timotei Cipariu”
- Lucrarea: Petit Dictionnaire de mythologie populare roumaine - Autor: Ion Taloș

### Premiul „Bogdan Petriceicu Hașdeu”
- Lucrarea: Sintaxa propoziției portugheze în perspectivă romanică - Autor: Maria Theban

### Premiul „Ion Luca Caragiale”
- Lucrarea: I.L. Caragiale – Teatru - Autor: Paola Bentz-Fauci (Franța)
- Lucrarea: I.L. Caragiale – Opere (vol. 1-4) - Autori: Stancu Ilin, Constantin Hârlav, Nicolae Bârna

### Premiul „Titu Maiorescu”
- Lucrarea: Studii literare - Autor: Ilina Gregori
- Lucrarea: Theodor Murășanu (studiu monografic) - Autor: Ileana Ghemeș
- Lucrarea: Prejudecata Caracostea - Autor: Lucian Chișu

### Premiul „Mihai Eminescu”
Premiul nu a fost acordat.

### Premiul „Ion Creangă”
Premiul nu a fost acordat.

### Premiul „Lucian Blaga”
Premiul nu a fost acordat.

## II. Științe Istorice și Arheologie

### Premiul „Vasile Pârvan”
- Lucrarea: Vestul și Nord-Vestul României în secolele VIII – X d.H. - Autor: Călin Cosma
- Lucrarea: Etapa mijlocie a primei vârste a fierului în Transilvania (Cercetările de la Bernadea, com. Bahnea, jud. Mureș) - Autor: Adrian Ursuțiu

### Premiul „Nicolae Iorga”
- Lucrarea: Metode statistice și prelucrare automată în exploatarea informației istorice - Autor: Irina Gavrilă

### Premiul „Mihail Kogălniceanu”
- Lucrarea: Minderheit zwischen zwei Diktaturen. Zur Geschichte der Juden in Rumänien 1944-1949 - Autor: Hildrun Glass (Germania)

### Premiul „Gheorghe Barițiu”
- Lucrarea: Contribuții la cunoașterea istoriei sașilor transilvăneni. 1918-1944 - Autor: Vasile Ciobanu

### Premiul „Dimitrie Onciul”
- Lucrarea: Ținuturile Țării Moldovei până la mijlocul secolului al XVIII-lea - Autor: Constantin Burac

### Premiul „Nicolae Bălcescu”
- Lucrarea: Mountainous Banat in the Middle Age - Autor: Dumitru Țeicu

### Premiul „Eudoxiu Hurmuzaki”
- Lucrarea: Minorități etno-culturale. Mărturii documentare. Maghiarii din România (1945-1955) - Autori: Andreea Andreescu, Lucian Nastasă, Andrea Varga

### Premiul „Alexandru Xenopol”
Premiul nu a fost acordat.

## III. Științe Matematice

### Premiul „Gheorghe Lazăr”
- Grupul de lucrări: Algebre pseudo-blautori - Autori: George Georgescu, Afrodita Iorgulescu
- Grupul de lucrări: Probleme spectrale în clase de sisteme cuantice - Autori: Marius Măntoiu, Radu Purice

### Premiul „Gheorghe Țițeica”
- Grupul de lucrări: Probleme de geometrie complexă - Autor: Marian Aprodu
- Grupul de lucrări: Contribuții la studiul măsurilor aleatoare - Autor: Gheorghe Răuțu

### Premiul „Simion Stoilow”
- Grupul de lucrări: Teoreme de punct fix - Autor: Valeriu Popa
- Lucrarea: Base charge for stark-type conjecture over Z - Autor: Christian Popescu

### Premiul „Spiru Haret”
- Grupul de lucrări: Mecanica fluidelor ne-newtoniene - Autor: Constantin Fetecău
- Grupul de lucrări: Modelarea matematică a problemelor de mediu - Autor: Stelian Ion

## IV. Științe Fizice

### Premiul „Dragomir Hurmuzescu”
- Grupul de lucrări: Solitonii spațiali în cristale fotorefractive - Autori: Vasile Babin, Eugenio Fazio (Italia), Mario Bertolotti (Italia)

### Premiul „Constantin Miculescu”
- Lucrarea: Mecanică analitică - Autor: Francisc Dionisie Aaron
- Grupul de lucrări: Modalități noi de creștere a performanțelor laserilor miniaturali cu mediu activ solid - Autor: Nicolae Pavel

### Premiul „Horia Hulubei”
- Lucrarea: Efecte de prag în reacții nucleare și funcția de intensitate neutronică - Autor: Horia Comișe

### Premiul „Ștefan Procopiu”
- Grupul de lucrări: Analiza statistică a fenomenelor fizice complexe - Autor: Zoltán Néd
- Grupul de lucrări: Ionizări multifotonice - Autor: Magda Fifirig

## V. Științe Chimice

### Premiul „Nicolae Teclu”
- Pentru grupul de lucrări din domeniul reactoarelor chimice - Autor: Ion Iliuță

### Premiul „Gheorghe Spacu”
- Pentru grupul de lucrări teoretice din domeniul chimiei coordinative - Autor: Costinel Lepădatu
- Pentru grupul de lucrări din domeniul bio-nanocompozitelor - Autor: Mălina Răileanu

### Premiul „Costin D. Nenițescu”
- Pentru grupul de lucrări din domeniul materialelor poliuretanice reactive cu aplicații biomedicale - Autor: Ștefan Oprea

### Premiul „I. G. Murgulescu”
- Pentru grupul de lucrări din domeniul modelelor cromatografice - Autor: Victor David
- Pentru grupul de lucrări din domeniul cineticii electrochimice - Autor: Elena Constantinescu

## VI. Științe Biologice

### Premiul „Emil Racoviță”
- Lucrarea: Introduction to the class Branchiopoda. Guides to the Identification of the Microinvertebrates of the Continental Waters of the World - Autori: Henri J. Dumont (Belgia), Ștefan Negrea
- Lucrarea: Peștera Ghețarul de la Scărișoara. Studiu monografic - Autori: Gheorghe Racoviță, Bogdan P. Onac

### Premiul „Grigore Antipa”
- Lucrarea: Ordinul Chiroptera. Fauna României, vol. XVI, fasc. 3 - Autor: Niculai Valenciuc

### Premiul „Emanoil Teodorescu”
- Suită de lucrări: Rolul N-glicozolării în structura și funcția proteinelor anvelopei virale avirusului BVDV de la bovine - Autori: Norica Brânză-Nichita, Cătălin Lazăr

### Premiul „Nicolae Simionescu”
- Suită de lucrări privind Mecanismele celulare și moleculare implicate în fiziologia eritrocitului (senescență, moarte celulară, fagocitoză) - Autor: Daniela Bratosin

## VII. Științe Geonomice

### Premiul „Grigore Cobălcescu”
- Lucrarea: Selacienii paleogeni din România - Autor: Rodica Ciobanu

### Premiul „Ludovic Mrazec”
- Lucrarea: Peraluminous Sapphirine in Retrogressed Kyanitebearing Eclogites from the South Carpathians: Status and Implications - Autori: Gavril Sabău, Augusta Alberico (Italia), Elena Negulescu

### Premiul „Simion Mehedinți”
- Lucrarea: Atlasul României - Autori: Violette Rey (Franța), Octavian Groza, Ioan Ianoș, Maria Pătroescu
- Lucrarea: Masivul Rarău – Studiu de geografie fizică - Autor: Constantin Rusu

### Premiul „Ștefan Hepites”
Premiul nu a fost acordat.

### Premiul „Gheorghe Munteanu Murgoci”
Premiul nu a fost acordat.

## VIII. Științe Tehnice

### Premiul „Constantin Budeanu”
- Lucrarea: Elemente de sinteza câmpului electromagnetic - Autori: Dan Micu, Adriana Micu

### Premiul „Anghel Saligny”
- Lucrarea: Metalele și alte elemente de înaltă puritate - Autor: Mario Nardin

### Premiul „Henri Coandă”
- Grupul de lucrări: Introducere în teoria solitonilor. Aplicații în mecanică - Autori: Ligia Munteanu, Ștefania Donescu

### Premiul „Traian Vuia”
- Lucrarea: Îmbinarea barelor de rezistență prin procedeul metalotermic - Autor: Victor-Spiridon Landeș

### Premiul „Aurel Vlaicu”
- Lucrarea: Controlul activ și semiactiv - Autori: Ioan Ursu, Felicia Ursu

## IX. Științe Agricole și Silvice

### Premiul „Ion Ionescu de la Brad”
- Lucrarea: Tratat de medicină veterinară - Autori: Nicolae Constantin, Alin Bârțoiu, Alexandru Șone

### Premiul „Traian Săvulescu”
- Lucrarea: Dăunătorii organelor de fructificare și măsurile de combatere integrată - Autor: Teodosie Perj
- Lucrarea: Albinele și produsele lor - Autor: Liviu Alexandru Mărghitaș

### Premiul „Gheorghe Ionescu Șișești”
- Lucrarea: Tratat de avicultură - Autor: Ioan Vacaru-Opriș

### Premiul „Marin Drăcea”
Premiul nu a fost acordat.

## X. Științe Medicale

### Premiul „Iuliu Hațieganu”
- Lucrarea: Electrocardiografie 110 exemple - Autori: Eduard Apetrei, Ioana Stoian

### Premiul „Victor Babeș”
- Lucrarea: Actualități în limfoamele maligne nonhodgkiniene - Autor: Ana-Maria Vlădăreanu
- Lucrarea: Dicționar de imunologie medicală - Autori: Laurențiu Mircea Popescu, Cornel Ursaciuc, Olga Simionescu, Alexandru C. Bancu, Dorel L. Radu, Eugen Radu, Dan Andronescu

### Premiul „Constantin Parhon”
- Lucrarea: Malrelațiile cranio-mandibulare - Autor: Vasile Burlui

### Premiul „Daniel Danielopolu”
Premiul nu a fost acordat.

### Premiul „Gheorghe Marinescu”
Premiul nu a fost acordat.

### Premiul „Ștefan S. Nicolau”
Premiul nu a fost acordat.

## XI. Științe Economice, Juridice și Sociologie

### Premiul „Petre S. Aurelian”
- Lucrarea: Economia României. Întreprinderile mici și mijlocii. Cu ce ne integrăm? - Autor: Dinu Marin

### Premiul „Virgil Madgearu”
- Lucrarea: Investiții străine directe în România - Autor: Anghel E. Ion

### Premiul „Dimitrie Gusti”
- Lucrarea: Cultura, identitatea națională și educația în dezvoltarea durabilă a societății românești - Autori: Maria Cobianu-Băcanu, Petruș Alexandrescu, Ozana Cucu-Oancea

### Premiul „Simion Bărnuțiu”
- Lucrarea: Filosofia dreptului. Marile curente - Autori: Nicolae Popa, Ion Dogaru, Gheorghe Dănișor, Dan Claudiu Dănișor

### Premiul „Nicolae Titulescu”
- Lucrarea: Sisteme judiciare comparate - Autor: Ioan Leș

### Premiul „Victor Slăvescu”
- Lucrarea: Inovare, competență tehnologică și creștere economică - Autor: Steliana Sandu
- Lucrarea: Dicționar economic și financiar bancar englez-român - Autori: Mihai Patraș, Corina Patraș (Republica Moldova)

### Premiul „Andrei Rădulescu”
Premiul nu a fost acordat.

## XII. Filosofie, Teologie, Psihologie și Pedagogie

### Premiul „Ion Petrovici”
- Lucrarea: Inconștientul cognitiv - Autor: Adrian Opre

### Premiul „Vasile Conta”
- Lucrarea: Tratat de metafizică - Autor: Vasile Frăteanu

### Premiul „C. Rădulescu Motru”
- Lucrarea: Psihologia influenței sociale - Autor: Ștefan Boncu

### Premiul „Mircea Florian”
Premiul nu a fost acordat.

## XIII. Arte, Arhitectură și Audiovizual

### Premiul „George Enescu” pentru creație muzicală
- Lucrarea: Leagăn de amurg (nonet instrumental) - Autor: George Balint

### Premiul „Ion Andreescu” în domeniul artelor plastice
- Pictură - Autor: Viorel Mărginean (pentru Opera Omnia)
- Sculptură - Autor: Peter Jacobi (pentru expoziția de la Muzeul Național de Artă)

### Premiul „George Oprescu” în domeniul istoriei artei
- Lucrarea: Ars Perspectivae - Autor: Zamfir Dumitrescu

### Premiul „Ciprian Porumbescu” în domeniul muzicologiei
- Lucrarea: Stop cadru în sonor - Autor: Luminița Vartolomei

### Premiul „Aristizza Romanescu” pentru artele spectacolului
- Pentru întreaga creație teatrală și cinematografică - Autor: Colea Răutu
- Pentru creația sa în arta teatrală și cinematografică - Autor: Maia Morgenstern

### Premiul „Simion Florea Marian”
- Lucrarea: Etnologia română contemporană. Lexicon bibliografic ilustrat - Autor: Ioan Godea

## XIV. Știința și Tehnologia Informației

### Premiul „Grigore Moisil”
- Lucrarea: Sisteme inteligente orientate spre agent - Autor: Boldur-Eugen Bărbat
- Grupul de lucrări: Logical foundation of café obj. - Autor: Răzvan Diaconescu

### Premiul „Tudor Tănăsescu”
- Grup de lucrări din domeniul tehnologiei vorbirii - Autor: Dragoș Burileanu
- Grup de lucrări din domeniul dispozitivelor semiconductoare de putere - Autor: Florin Udrea

### Premiul „Gheorghe Cartianu”
Premiul nu a fost acordat.